# Santa María de Gracia en Vía Trionfale (título cardenalicio)
Santa María de Gracia en Vía Trionfale es un título cardenalicio la Iglesia católica. Fue instituido por el Papa Juan Pablo II en 1985.

## Titulares
- Silvano Piovanelli (25 de mayo de 1985 - 9 de julio de 2016)
- Joseph William Tobin, C.SS.R., (19 de noviembre de 2016)